# Joan Ribas i Feixas
Joan Ribas i Feixas (Girona, 1937 - 20 de juny de 2021) fou un empresari, activista cultural i mecenes català.
Propietari de la Sala La Planeta de Girona, i ànima d'Els Pastorets de Girona durant 41 anys. La seva gran passió va ser el teatre, que cultivà des de ben petit, però també ha tingut un paper actiu en mitjans de comunicació locals com Vida Catòlica, Ràdio Girona, de la qual va ser locutor i guionista, Presència i El Punt Avui.
Nascut a la Rambla de la Llibertat de Girona, va fer cursos de peritatge mercantil, professorat i economia. Vinculat professionalment a l'assessoria d'empreses, va treballar força temps per a Joan Paredes Hernández, fins que el 1975 va fundar la seva pròpia assessoria amb Josep Álvarez com a soci. Ribas fou un apassionat del teatre des de nen, i va acabar essent el principal impulsor de Proscenium al costat de Xicu i Joaquim Masó Turón. Van començar fent espectacles a l'aire lliure al Barri Vell de Girona, que després portarien a altres poblacions, i també van actuar teatres de tot Catalunya.
Durant la seva vida se li van atorgar diversos premis per homenatjar la seva trajectòria d’empenta per afavorir la ciutat. L'últim va ser el premi Joan Saqués i Roca, que li va lliurar la Fundació Valvi. L'any 2019 també va ser reconegut amb el Premi Periodisme Manuel Bonmatí.